# Горичник
Гори́чник (лат. Peucédanum) — род многолетних травянистых растений семейства Зонтичные (Apiaceae), включающий по современной классификации виды, ранее отосимые к роду Горнокоричник (лат. Oreoselinum).

## Название
Научное латинское родовое название происходит от др.-греч. πευκεδανός (peukedanós), образованного в свою очередь от корня др.-греч. πεύκη (peúkē - сосна, особ. Сосна черная), со значением "жгучий, горький, резкий по вкусу как дёготь, хвойная смола". Несколько иная версия изложена в Ботаническом словаре Анненкова, где указывается происхождение названия от слов "Peuce — ель и danos — низкій, т. е. малорослая ель, потому что изъ нея извлекали родъ смолы (Diosc. III. 76)". 
Русскоязычное родовое название является словоформой от слова "горький", о чем упоминается в соответствующей словарной статье словаря В. Даля. 

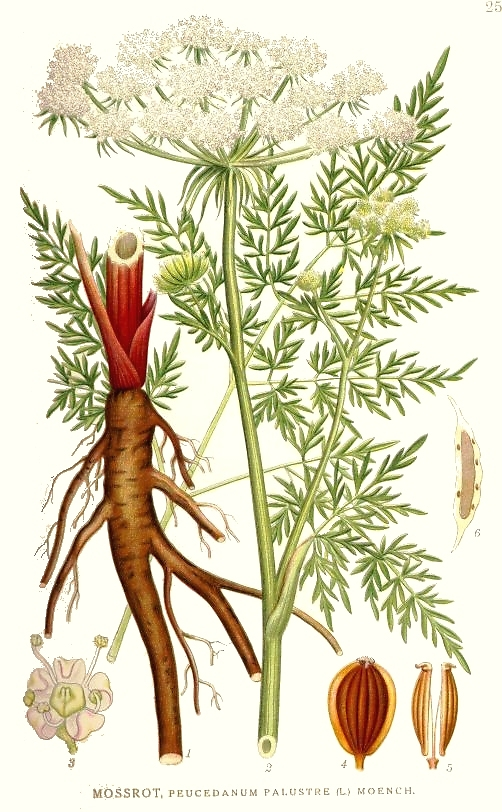
Горичник болотный.

## Ботаническое описание
Многолетние растения с сложными, тройчато или перисто рассечёнными листьями.
Зубцы чашечки короткие, часто незаметные. Лепестки белые, зеленоватые или желтоватые, широкояйцевидные, наверху выемчатые. Столбик отогнутый, в полтора-два раза длиннее толсто-конического подстолбия.
Плоды сильно сжатые со спинки, узко или широко эллиптические. Полуплодики с тремя нитевидными, сближенными, слабо выступающими спинными рёбрами.

## Распространение и экология
Представители рода произрастают почти на всей территории Евразии, за исключением Арктики, а также в Южной и Центральной Африке.

## Классификация

### Таксономия[2]
Peucedanum  L., 1753, Sp. Pl. : 245
Род Горичник относится к семейству Зонтичные (Apiaceae) порядка Зонтикоцветные  (Apiales). Кладограмма в соответствии с Системой APG IV:
|  |                                      |  |                                   |                                   |                     |  | ещё 6 семейств |               |               |                                                                                    |
|  |                                      |  |                                   |                                   |                     |  |                |               |               | 83 подтвержденных вида и 85 в статусе "непроверенных" и 4 в статусе "сомнительных" |
|  |                                      |  |                                   | порядок Зонтикоцветные            |                     |  |                |               | род Горичник  |                                                                                    |
|  |                                      |  |                                   | порядок Зонтикоцветные            |                     |  |                |               | род Горичник  |                                                                                    |
|  | отдел Цветковые, или Покрытосеменные |  |                                   |                                   | семейство Зонтичные |  |                |               |               |                                                                                    |
|  | отдел Цветковые, или Покрытосеменные |  |                                   |                                   |                     |  |                |               |               |                                                                                    |
|  |                                      |  | ещё 63 порядка цветковых растений | ещё 63 порядка цветковых растений |                     |  |                | ещё 447 родов | ещё 447 родов |                                                                                    |
|  |                                      |  |                                   | ещё 63 порядка цветковых растений |                     |  |                |               | ещё 447 родов |                                                                                    |

### Виды
Некоторые из них:
- Peucedanum alsaticum L. — Горичник эльзасский
- Peucedanum cervaria (L.) Lapeyr. — Горичник олений
- Peucedanum elegans Kom. — Горичник изящный
- Peucedanum morisonii Besser — Горичник Морисона
- Peucedanum officinale L. — Горичник лекарственный
- Peucedanum oreoselinum (L.) Moench — Горичник горный
- Peucedanum ostruthium L. — Горичник настурциевый
- Peucedanum palustre A.Rich. — Горичник болотный
- Peucedanum ruthenicum M.Bieb. — Горичник русский
- Peucedanum tauricum M.Bieb. — Горичник крымский

### Синонимы
- Analyrium  E.Mey.
- Apseudes  Raf.
- Archemora  DC.
- Calestania  Koso-Pol.
- Cervaria  Wolf
- Elaeochytris  Fenzl
- Euryptera  Nutt. ex Torr. & A.Gray
- Ferula macrocarpa  Hook. & Arn.
- Imperatoria  L.
- Lomatium ellipticum  J.M.Coult. & Rose
- Lomatium macrocarpum var. ellipticum  (Torr. & A.Gray) Jeps.
- Macroselinum  Schur
- Oreoselinum  Mill.
- Oreoselis  Raf.
- Ormosolenia  Tausch
- Ostruthium  Link
- Peucedanon
- Peucedanum eurycarpum  J.M.Coult. & Rose
- Peucedanum nudicaule var. ellipticum  Torr. & A.Gray
- Pteroselinum  Rchb.
- Thaspium macrocarpum  Herb.Bourg. ex S.Watson
- Thyselium  Raf.
- Thysselinum  Adans.
- Tommasinia  Bertol.